# Cágado-do-nordeste
Mesoclemmys vanderhaegei é uma espécie de cágado da família Chelidae. Pode ser encontrada na Argentina, Uruguai, Paraguai, Brasil e Bolívia.